# Henri Collette
Henri Collette, né le 30 mai 1922 à Ardres et mort le 12 décembre 1998 à Saint-Martin-Boulogne (Nord-Pas-de-Calais) est un homme politique français.

## Biographie

### Vie professionnelle et politique locale
Il est notaire de profession de 1950 à 1983, à Licques. Il commence sa vie politique en se faisant élire conseiller général sur le canton de Guînes de 1958 à 1994. En 1959, il devient maire de Licques, fonction qu'il exerce jusqu'en 1971, puis de 1984 à 1995. Il est également conseiller régional de 1981 à 1986.

### Vie politique nationale
Il est élu député en 1958 de la 6e circonscription du Pas-de-Calais, il perd la circonscription en 1967, face à Louis Le Sénéchal. Il reprend son siège l'année suivante, avant  d'être battu aux élections de 1973 par Louis Le Sénéchal. Il essaie de reprendre son poste de député en 1978, mais échoue face à Dominique Dupilet. 
Il entre au Sénat, en 1974, à la suite de la nomination de Roger Poudonson au gouvernement, mais ne se représente pas aux élections sénatoriales, deux mois après. Il redevient Sénateur, en 1981, à la suite du décès de Baudouin de Hauteclocque, mandat qu'il détient jusqu'en 1992.

## Détail des fonctions et des mandats

### Europe
- Membre de l’Assemblée parlementaire du Conseil de l’Europe
- Membre de l’Union de l’Europe occidentale[1]

### Mandats parlementaires
- 1958-1973 : Député du Pas-de-Calais
- 9 juillet 1974 - 1er octobre 1974 : Sénateur du Pas-de-Calais
- 10 octobre 1981 - 1er octobre 1992 : Sénateur du Pas-de-Calais

### Maire de Licques
- de 1959 à 1971
- de 1984 à 1995

## Distinctions
- Officier de la Légion d’Honneur
- Officier de l’Ordre national du Mérite
- Commandeur du Mérite agricole
- Chevalier des Palmes académiques

Un buste en bronze à son effigie, par le sculpteur Jacques Canonici, est inauguré le 27 novembre 2000 sur le parvis de l’Abbaye, devant la mairie de Licques.